# Sida floccosa
Sida floccosa är en malvaväxtart som beskrevs av M. Thulin och K. Vollesen. Sida floccosa ingår i släktet sammetsmalvor, och familjen malvaväxter. Inga underarter finns listade i Catalogue of Life.